# Широка страна моя родная
„Широка страна моя родная...“ или „Песен о родине“ (на български: Широка е моята родна земя) е съветска патриотична песен, написана от поета Василий Лебедев-Кумач и композитора Исак Дунаевски за филма „Цирк“. Пръв изпълнител на песента е певицата Любов Орлова, изпълнител на главната роля във филма.

## История
Песента е написана от Василий Лебедев-Кумач и Исак Дунаевски за филма „Цирк“ (1936). Лебедев-Кумач и Дунаевски пишат песента в продължение на шест месеца, като променят мелодията и текста. Окончателната версия, на която се спират авторите, е номер тридесет и шест. Песента веднага става много популярна. След приемането на Конституцията от 1936 г. към песента е добавен стих за „националния сталински закон“:
От 1939 г. първите акорди на песента, изпълнени на вибрафон, се използват като позивна на Всесъюзното радио.
След началото на Великата отечествена война, когато Уинстън Чърчил прави изявление в подкрепа на СССР, Би Би Си (не желаейки да изпълнява химна на СССР, Интернационала), излъчва песента „Широка е моята родна страна“.  В началото на 90-те години на XX век някои политически фигури предлагат тази песен да стане руски химн. Подобни предложения са направени и през 2000 г., когато въпросът за химна отново възниква.
Музеят на руските химни съдържа петнадесет аудиозаписа на „Песен за родината“, включително на чужди езици: немски, унгарски, иврит.

## Използване в кинематографията
Музикалната тема на песента звучи в началото на филма „Зефир в шоколад“ в епизода за завръщането на съветските войници след изпълнение на интернационалния си дълг в Африка. Докато мелодията свири, офицери и войници си предават от ръка на ръка тъмнокожо бебе – син на убития монарх на страната (алюзия към епизод от филма „Цирк“).
Освен това текстът на песента е включен в началната тема на телевизионния сериал „Игра на оцеляване“ (2020). То (като стихотворение) се произнася с шепот от детски глас.

## В живота
Партизаните на Сидор Ковпак, когато тръгвали на дълъг поход, пеели тази песен всеки път.